# Leucocelis lacrymans
Leucocelis lacrymans är en skalbaggsart som beskrevs av Lansberge 1882. Leucocelis lacrymans ingår i släktet Leucocelis och familjen Cetoniidae. Inga underarter finns listade i Catalogue of Life.